# غش البروتين الصيني
غش البروتين الصيني يشير إلى غش وتلوّث العديد من مكوّنات المواد الغذئية والأعلاف بالميلامين الرّخيص ومركّبات أخرى مثل حمض السيانوريك، الأميلين والأميليد.مواد الغشّ هذه يمكن استعمالها لتضخيم محتوى البروتين الظاهر للمنتجات، بحيث أنّ المكونات الرخيصة يمكن اعتبارها بروتينات أكثر تركيزاً أغلى. الميلامين في حد ذاته لم يعتقد بأنّه سام جدّاً للحيوانات أو البشر إلا ربما في التراكيز العالية جدّاً، لكن المزج بين الميلامين وحمض السيانوريك تورّط في القصور الكلوي. التقارير بأن حمض السيانوريك قد يكون مادة غش كثيرة الاستعمال بشكل حرّ فعلاً في الصين زادت المخاوف لكلتا الصحة الحيوانية والبشرية. تلوّث صادرات البروتين الصيني تمّ التعرّف عليها بعد السحب الواسع للعديد من أصناف غذاء القطط والكلاب بدءاً من آذار 2007 (سحب أغذية الحيوانات الأليفة 2007). السحب في أمريكا الشمالية، أوروبا وجنوب أفريقيا جاءت ردّاً على تقارير الفشل الكلوي في الحيوانات الأليفة. العديد من الشركات الصينية باعت منتجات مدّعية أنّها جلوتين القمح، بروتين الأرز أو جلوتين الذرة، لكن ثبت أنّه دقيق القمح مغشوش مع الميلامين، حمض السيانوريك، وغيرها من الملوّثات. الحكومة الصينية كانت بطيئة الإجابة، ناكرةً بأنّ البروتين النباتي صُدّر من الصين ورافضةً السّماح لمحقّفي سلامة الغذاء الأجانب بدخول البلد.
أخيراً، اعترفت الحكومة الصينية بأنّ التلوّث قد حصل وألقت القبض على مدراء مصنعي بروتين تمّ التعرّف عليهم حتّى الآن واتخذت إجراءات أخرى لتحسين سلامة الغذاء وجودة المنتج. التقارير عن الانتشار الواسع للغشّ في العلف الحيواني الصيني بالميلامين أثار قضيّة تلوّث الميلامين في الموارد الغذائية البشريّة في كلّ من الصين والخارج. في 27 نيسان 2007، إدارة الغذاء والدواء الأمريكية اختبرت جميع البروتينات النباتية المستوردة من الصين، المعدّة للاستهلاك البشري أو الحيواني، لحجزها بدون الفحص البدني، بما في ذلك: جلوتين القمح، جلوتين الأرز، بروتين الأرز، مركّز بروتين الأرز، جلوتين الذرة، وجبة جلوتين الذرة، منتجات الذرة، بروتين الصويا، جلوتين الصويا، البروتينات (وتشمل الحموض الأمينية وبروتين هيدروسيليتس)، وبروتين فاصولياء مانج. في مؤتمر صحفي عبر الهاتف مع الصحفيين في 1أيار، مسؤولون من إدارة الغذاء والدواء ووزارة الزراعة الأمريكية قالوا أنّه بين 2.5 و 3 ملايين شخص في الولايات المتحدة استهلكوا الدجاج الّذي استهلك العلف الملوّث الحاوي على البروتين النباتي من الصين. تقارير أنّ الميلامين تمّت إضافته كرابط في صناعة العلف الحيواني في أمريكا الشمالية زادت أيضاً احتمال أنّ تلوّث الميلامين الخطر ربما لا يكون محصوراً في الصين.
في أيلول 2008، مجموعة سانلو كان عليها إلغاء حليب الأطفال لأنّه كان ملوّثاً بالميلامين. حوالي 294,000 طفل في الصين أصبح مريضاً بعد شرب الحليب، ست أطفال على الأقلّ ماتوا.
اعتباراً من تموز 2010، السلطات الصينية كانت لا تزال تبلّغ عن الحجز لبعض منتجات الألبان الملوّثة بالميلامين في بعض المحافظات، مع أنّه لم يكن واضحاً سواء كانت هذه التلوّثات الجديدة تشكّل وسائل غشّ جديدة كليّاً أو كانت نتيجة إعادة الاستخدام غير الشرعي للمواد المغشوشة من عام 2008.

## التاريخ
«المقالة الرئيسية: الجدوا الزمني لاستدعاءات أغذية الحيوانات الأليفة 2007»
البروتينات النباتيّة الملوّثة تمّ استيرادها من الصين في عام 2006 وأوائل 2007 واستخدمت كمكوّنات غذائية للحيوانات الأليفة.
الاستدعاءات الأولى أُعلنت من خلال قائمة الأطعمة مؤخّراً في يوم الجمعة،16آذار 2007 لمنتجات أطعمة القطط والكلاب في الولايات المتحدة. بحلول 30آذار بدأت الولايات المتحدة بحظر واردات جلوتين القمح من الصين. ردّت الحكومة الصينية في 4نيسان من خلال الإنكار المطلق لأيّة صلة بالتسمم الغذائي في أمريكا الشمالية رافضةّ السّماح بتفتيش المنشآت الّتي يشكّ بأنّها تنتج منتجات ملوّثة.
رغم ذلك، في 6نيسان 2007، الحكومة الصينية أخبرت الصحافة المرافقة أنّهم سيقومون بالتحقيق في مصدر جلوتين القمح وبحلول 23نيسان أعطت الصين الإذن لمحقّفي إدارة الغذاء والدواء لدخول البلد. في 25 نيسان السلطات الصينية بدأت إغلاق وتدمير المصانع المتورّطة واعتقال مدرائهم. اليوم التّالي، وزارة الخارجية الصينية قالت بأنّها حظرت استعمال الميلامين في المنتجات الغذائية، معترفةً بأنّ المنتجات الحاوية على الميلامين قد برّأت الجمارك مع استمرت معارضة دور الميلامين في التسبّب بوفاة الحيوانات الأليفة. كما تعهّدت لصين على التعاون مع المحققين الأمريكيين لإيجاد «السبب الحقيقي» لوفاة الحيوانات الأليفة.
مجلس الشيوخ الأمريكي عقد جلسة إشراف على المسألة بحلول 12نيسان. الأثر الاقتصادي على سوق أغذية الحيوانات الأليفة كان واسع النطاق، مع فقدان قائمة الأطعمة ما يقارب 30مليون $ بمعزل عن الاستدعاء.
في 24نيسان 2007، للمرّة الأولى قال مسؤولوا إدارة الغذاء والدواء أنّه تمّ اكتشاف الميلامين في أغذية أعطيت للحيوانات ممّا أثار الاستهلاك البشري داخل الولايات المتحدة.
بتاريخ 7أيار 2007، صرّح مسؤولوا سلامة غذاء الولايات المتحدة:«هناك خطر صغير جداً على الصحة البشرية من استهلاك اللحوم من الخنازير والدجاج المعروف أنّه تغذى على علف حيواني مضاف إليه نفايات غذاء الحيوانات الأليفة الّتي تحتوي على الميلامين والمركبات المتعلقة بالميلامين».

## تحقيقات
في تفشي عام 2007، حيث جميع المكونات الثلاث لأغذية الحيوانات الأليفة تحتوي على الميلامين تمّ استيرادها من الصين، ركّز المحققون استفساراتهم هناك. قلق آخر أثير بسبب الادعاءات بأنّ عقد صناعي واحد لغذاء الحيوانات الأليفة تتضمّن مكوّنات ملوّثة من الصين بدون معرفة أو موافقة مسوّفي أغذية الحيوانات الأليفة. الميلامين أضيف أيضاً عن قصد كرابط لتغذية الأسماك المصنّعة في الولايات المتحدة من المكونات المنتجة في أوهايو. هذا الغش لم يتم ربطه بأيّ مرض. إدارة الغذاء والدواء أصدرت رسالة تحذير إلى تيمبيك، الشركة المصنّعة لمكوّنات الربط المغشوشة. رداً على ذلك، تيمبيك أعلنت أنّه، بالإضافة إلى الانتهاء من استدعاء جميع المنتجات الحاوية على مكونات الربط المغشوشة، سوف تتوقّف عن تصنيع وتسويق المنتجات كرابط المغذيات المائية. منتجات تيمبيك رابط المغذيات المائية استخدمت أيضاً من قبل شركة أمريكية أخرى، يونيسكوب، لإنتاج رابط (اكسترابوند) لتغذية الماشية. هذا الرابط والمغذيات المصنوعة منه لم تستدع، ولم تستدعى لحوم الماشية الّتي تغذت على هذه المغذيات أيضاً.لم يتمّ استدعاء الأسماك ولا منتجات الأسماك كنتيجة لإثارة الأطعمة المغشوشة.
في عام 2008، التحقيق في مشاكل الكلى لدى الرضع الصينيين ركّز على مورّدي الألبان المحليين في الصين.

### إنتاج واستخدم مادة الميلامين في الصين
الميلامين ينتج عادةً من يوريا، بشكل رئيسي من قبل إما إنتاج مرحلة الغاز المحفز أو إنتاج مرحلة السائل عالي الضغط، وقابل للانحلال بالماء. الميلامين يستخدم مموزجاً مع الفورمالدهيد لإنتاج راتنج الميلامين،بلاستيك حراري متين جدّاً، ورغوة الميلامين، منتجات التنظيف البوليمرية.المنتجات النهائية تتضمن الأغطية المقاومة، الأقمشة، المواد اللاصقة ومثبطات اللهب.أحياناً، راتنج فورمالدهيد الميلامين يضاف إلى الجلوتين لأغراض غير غذائية، مثل المواد اللاصقة  أو نسيج الطباعة.
الميلامين هو أيضاً ناتج عرضي للعديد من المبيدات الحشرية، بما فيها السيرومازين. سلامة الأغذية وخدمة التحقيق (FSIS) لوزارة الزراعة الأمريكية (USDA) توفّر طريقة اختبار لتحليل مادة السيرومازين والميلامين في الأنسجة الحيوانيّة في دليل مختبرها الكيميائي الّذي «يتضمّن طرق اختبار مستخدمة من قبل مختبرات سلامة الأغذية وخدمة التحقيق لدعم برنامج تحقيق الوكالة، لضمان أنّ اللحم، الدواجن، ومنتجات البيض آمنة، صحية وموصوفة بدقّة.» في عام 1999، في القاعدة المقترحة الّتي نشرت في السجل الفدرالي بخصوص بقايا مادة السيرومازين، وكالة حماية البيئة الأمريكية (EPA) اقترحت «إزالة الميلامين، مستقلب السيرومازين من تعبير التسامح بما أنّها لم تعد تعتبر بقايا مقلقة.» 
إنتاج الميلامين في الصين ورد أيضاً كاستخدام الفحم كمادة خام. هذا الإنتاج وصف أيضاً كإنتاج «نفاية الميلامين» الّتي ليست «ميلامين نقي لكنّها نفاية ميلامين غير نقي الّتي تباع بأسعار أرخص كمنتج النفاية بعد إنتاج الميامين من قبل مصانع المواد الكيميائية والأسمدة هنا» 
مجموعة شاندونغ مينغشوي الكيميائية العظيمة، تم الإبلاغ عن الشركة من خلال صحيفة نيويورك تايمز بإنتاجها الميلامين من الفحم، تنتج وتبيع كل من اليوريا والميلامين لكنها لا تدرج راتنج الميلامين كمنتج. إنتاج الميلامين في الصين تزايد إلى حد كبير في السنوات الأخيرة ووصف كما في «فائض جدّي» في عام 2006. في المسح الجيولوجي الأمريكي لعام 2004 الكتاب السنوي لمسح المعادن، في تقرير عن إنتاج النيتروجين العالمي، صاحب البلاغ صرّح بأنّ «الصين واصلت تخطيط وبناء نباتات الأمونيا واليوريا الجديدة باستخدام تقنيّة تحويل الفحم إلى غاز.» 
في الإنتاج البعيد عن الغاز يحتوي كميّات كبيرة من الأمونيا (انظر تركيب الميلامين).لذلك غالباً ما يتمّ دمج إنتاج الميلامين في إنتاج اليوريا الّذي يستخدم الأمونيا كمادة وسيطة. بلورة وغسل الميلامين يولّد كمية كبيرة من مياه الصّرف الصحي، والّتي تعتبر من الملوّثات إذا طرحت مباشرةً إلى البيئة. مياه الصرف الصحي قد يتمّ تركيزها إلى مواد صلبة (1.5-5% من الوزن) لتصريف أسهل.المواد الصّلبة قد تحتوي على ما يقارب من 70% ميلامين، 23% أوكسي تريازين (الميلامين، الأميلايد وحمض السيانوريك)، 0.7% بولي كوندنسيتس (ميليم، ميلام وميلون).
في كانون الثاني 2009، وزارة الصين للصناعة وتكنولوجيا المعلومات أصدرت قواعد رخصة إنتاج أوّلية تهدف إلى احتواء ضخامة إنتاج الميلامين. لقد بيع الميلامين على نطاق واسع، بما في ذلك عبر الإنترنت، لحوالي 10,000 يوان (1,500$) طن متري. الوزارة تهدف أيضاً لتقليص عدد منتجي الميلامين من خلال وضع حدّ أدنى لمستويات الإنتاج وتشديد الرقابة على المكوّنات والنفايات.

### الشكوك حول التلوث في الصين
«مزيد من المعلومات:سلامة الأغذية في جمهورية الصين الشعبية»
تصنيع الميلامين والمعالجات الكيميائية الّتي تستخدم الميلامين لا علاقة لها أبداً بتصنيع أو معالجة المنتجات الغذائية مثل جلوتين القمح.
في 9نيسان إدارة الغذاء والدواء أعلنت أنّه هناك «احتمال واضح» أن الغذاء تمّ تلويثه عن عمد. وفقاً للسيناتور ريتشارد ج.دوربين، نظريّة واحدة أنّ المحقّقين يبحثون فيما إذا كان أضيف الميلامين لزيادة محتوى البروتين الموزون باحتيال، الّذي يحدد قيمة المنتج. بعض طرق التحليل لتحديد محتوى البروتين في الواقع قياس كمية النيتروجين الحاليّة، على افتراض أنّ البروتين فقط في العيّنة يساهم بشكل ملحوظ في محتواها من النتروجين.
الميلامين يحتوي نسبة عالية جدّاً من النيتروجين. وفقاً لليو لايتينغ، بروفيسور صيني في علوم الحيوان، الميلامين من الصّعب أيضاً كشفه في الاختبارات العاديّة.

### الجلوتين
شوتشو آنينغ شركة تطوير التقنيّة الحيوية (徐州安营生物技术开发有限公司)، شركة منتجات زراعيّة مقرّها في سوتشو، جيانغسو، الصين، الّتي يعتقد مسؤولون أمريكيون أنّها كانت مصدر الحلوتين الملوّث بالميلامين، تحافظ على براءتها وتؤكّد أنّها تتعاون مع المسؤولين. المدير العام لشوتشو آنينغ أنكر بأنّ شركته صدّرت السلع ويقول بأنّهم يبحثون عن الّذين لربّما صدروا منتجاتهم. أشاروا إلى أنّه في القانون الصيني، جميع صادرات جلوتين القمح تمّ اختبارها وأنّهم كانوا ببساطة رجال وسطاء للمنتجين المحليين. ومع ذلك، سائق الشّاحنة الّذي نقل السلع لشوتشو آنينغ يناقض هذا، يقول «لديهم مصنع الّذي يصنع جلوتين القمح». مسؤولون في وزارة الزراعة الأمريكية وإدارة الغذاء والدواء يعتقدون أنّ شوتشو آنينغ لقّبت جلوتين القمح بأنّه «غير غذائي» وصدّرته من خلال طرف ثالث، سوتشو المنسوجات الحريريّة الخفيفة والمنتجات الصّناعية. لقب غير الغذائي سوف يسمح بنقل الجلوتين بدون تفتيش، ومع ذلك فإنّ المتحدّث باسم منسوجات سوتشو أنكر أنّ الشركة صدّرت أيّ جلوتين قمح.
هناك دليل أنّ شوتشو آنينغ، على الرّغم من كونه مورد للمكوّنات الغذائية، سعى لكميات كبيرة من الميلامين في الماضي. نيويورك تايمز ذكرت أنّه مؤخّراً في 29 آذار 2007، ممثّلوا شوتشو آنينغ كتبوا، «شركتنا تشتري كميات كبيرة من فضلات الميلامين» على رسالة المجلس لتجارة المواد الصناعيّة. الميلامين قد يكون مضافاً لتحسين محتوى البروتين الظّاهر لجلوتين القمح. ومع ذلك، مستوردي جلوتين القمح، ChemNutra ، ادّعوا أنّهم استلموا من شوتشو آنينغ نتائج التّحاليل الّتي تظهر «عدم وجود شوائب أو ملوّثات». لم يتحدّد بعد فيما إذا كانت منتجات أخرى لشوتشو آنينغ غير جلوتين القمح تمّ شحنها لأمريكا الشمالية.
المورّد الصيني الثاني المتورّط في شحن مكوّنات الغذاء الملوّثة بالميلامين، بينتشو فوتيان تقنية علم الأحياء، كانت تعمل مع المستورد ويلبر أليس منذ تموز 2006. بينتشو فوتيان يزوّد الصويا، الذرة، وبروتينات أخرى للولايات المتحدة، أوروبا، وجنوب شرق آسيا. بينتشو يشحن عادةً مركّز بروتين الأرزّفي حقائب بيضاء لكن في 11 نيسان حقيبة واحدة كانت زهريّة وكانت كلمة «ميلامين» مطبوعة عليها. بينتشو وضّحت لويلبور أليس أنّ الحقيبة الأصليّة انكسرت وحقيبة ذات تسمية خاطئة، لكن جديدة، قد استعملت. الشركة تزوّد فقط مكوّنات الغذاء والأعلاف.
ستيفان سوندلوف، مدير مركز إدارة الغذاء والدواء للطب البيطري، قال أنّ الميلامين ظهر في جلوتين القمح الصيني المصدّر، مركّز بروتين الأرزّ وجلوتين الذرة تدعم نظريّات الغشّ المتعمّد. «هذه ستكون واحدة من النظريّات الّيت سنتبعها عندما نصل إلى المصانع في الصين». في 29 نيسان 2007 و 30 نيسان 2007، صحيفة انترناشيونال هيرالد تريبيون ونيويورك تايمز ذكرت أنّ بعض مصنّعي العلف الحيواني في الصين اعترفوا باستخدام نفاية الميلامين في العلف الحيواني لسنوات. سايد جي دينشوي، المدير العام لشركة فوجيان سانمينغ دينشوي الكيميائيّة: «العديد من الشركات تشتري نفاية الميلامين لصنع العلف الحيواني، مثل غذاء الأسماك. أنا لا أعرف إذا كان هناك لائحة عنها، ربما لا. لا يوجد قانون أو لائحة تقول ’لا تقم بذلك،’لذا الجميع يقوم بذلك. القوانين في الصين هي من هذا القبيل، أليس كذلك؟ إذا لم يكن هناك حادث، لن يكون هناك أيّ لائحة.» مثل هذا الاستخدام «لنفاية الميلامين»، وُصف كبقيّة من معالجة الفحم إلى الميلامين للاستخدام في إنتاج البلاستيك والأسمدة، تمّ وصفه على أنّه واسع الانتشار. الميلامين قيل بأنّه تمّ اختياره من أجل تضخيم قياسات محتوى البروتين الخام ولتفادي الاختبارات لمكوّنات أخرى شائعة وغير قانونيّة، مثل اليوريا.
بتاريخ 2 أيار 2007، مسؤولوا وزارة الزراعة الأمريكية وإدارة الغذاء والدواء ما زالت لا تعرف من صنّع الغذاء الملوّث أو أين وقع التلوّث. الحكومة الصينية قالت أنّ شوتشو آنينغ، على سبيل المثال، اشترت منتجاتها من 25 شركة مختلفة.
في 8 أيار 2007، صحيفة انترناشونال هيرالد تريبيون ذكرت أنّ ثلاث صانعي مواد كيميائيّة صينيين قالوا أنّ منتجي العلف الحيواني غالباً يشترون أو يسعون لشراء، حمض السيانوريك، الكيميائي، من مصانعهم لمزجها مع العلف الحيواني لإعطاء مظهر زائف لمستوى أعلى من البروتين، مقترحة احتمال طريق خطر آخر بأنّ الميلامين وحمض السيانوريك قد يجمعان في منتجات البروتين. في اليوم نفسه، مسؤولوا إدارة الغذاء والدواء اكتشفوا أنّ البروتين النباتي لم يكن ملوّثاً فقط، بل ذو تسمية خاطئة. كلا جلوتين القمح ومركز بروتين الأرزّ كانوا في الواقع دقيق القمح، منتج أرخص بكثير من جلوتين القمح المستخرج. إضافة المركّبات الغنية بالنيتروجين كانت ضروريّة لجعل طعم الدّقيق كما لو كان خلاصة البروتين.

### منتجات الألبان
«مزيد من المعلومات: فضيحة الحليب الصيني 2008»
في 11 أيلول 2008، تقارير جديدة عن التفشي الهائل لتلوث الميلامين وجد في الصين أدى لسحب منتجات حليب الرضع في الصين. بعض التقارير الصينية قالت أنّ مصنّعي منتجات الحليب قد لا يكونون أضافوا الميلامين عن قصد إلى حليب البودرة، إلّا أنّهم يمكن أن يكونوا استخدموا بديل بروتين الصويا لتخفيض تكاليف الإنتاج، ومصدر بديل الصويا أضاف الميلامين لها. العديد من الرضع الصينيين عانوا من حصى الكلى ومشاكل الكلى الحادّة الأخرى في الشهور الأخيرة عبر الصين، التخقيقات أدّت إلى اكتشاف هذا التلوّث. بعض الناس كانوا يتسائلون كم من الميلامين حتى الآن قد دخل المنتجات الغذائيّة المخصّصة للبالغين دون اكتشاف. الأكثر مدعاةً للقلق هي الادّعاءات المذكورة في الصين أنّه هناك الآن مواد كيميائية جديدة الّتي يمكن أن تضاف للغذاء لخفض تكاليف الإنتاج، ورغم ذلك تجاوزت اختبارات الميلامين ومواد كيميائية أخرى ذات صلة. تأثير هذه الحادثة على صناعة منتجات الألبان خارج الصين تبدأ بالانكشاف.
بحلول نهاية أيلول 2008، قالت الحكومة الصينية أنّ 22 شركة لمنتجات الألبان، بما في ذلك سانلو وأصناف التصدير مثل مينغنيو وييلي، أنتجت مسحوق حليب الأطفال الّذي يحتوي على آثار الميلامين. بعض مزارعي الألبان الّذين تمّت مقابلتهم في مقاطعة هيبي قالوا أنّه كان سرّ مكشوف أنّ الحليب كان مغشوشاً. بعض منتجات الألبان صنعت من الحليب المخفّف بالماء بشكل دوري لزيادة الأرباح، ثم أضيفت مكونات أخرى رخيصة بحيث يتجاوز الحليب اختبار البروتين. «قبل الميلامين، أضاف التجار عصيدة الأرز أو النشاء إلى الحليب لرفع قدر البروتين بشكل اصطناعي، لكن تلك الطريقة تمّ اختبارها بسهولة على أنّها مزيّفة، لذا تحوّلوا إلى الميلامين،» قال تشاو هويبين، مزارع ألبان قرب شيجياتشوانغ.
المحققون قالوا ان الغشّ كان لاشيء بلا تجار إعادة هندسة الحليب.
أكّد الباحثون أنّ العاملين في سانلو وفي عدد من مستودعات جمع الحليب كانوا يخففون الحليب بالماء، لقد أضافوا الميلامين لخداع اختبار لتحديد محتوى البروتين الخام. «الغشّ كان بسيطاً.ما فعلوه كان تقنية عالية جدّاً»، قال تشين جونشي، مشارك في الورشة الصينية الأمريكية ومتخصّص لتقييم المخاطر في مركز الصين لمكافحة الأمراض والوقاية منها. المحققون علموا في وقت لاحق أنّالمستحلب استعمل لتعليق الميلامين أيضاً رفع نسبة دسم الحليب الظاهرة.
حليب أطفال سانلو احتوى كمية ضخمة 2563 ملغ/كلغ من الميلامين، إضافة 1% من محتوى البروتين الخام الظاهر إلى الحليب، بينما الحليب الطبيعي هو 3,0% إلى 3,4% بروتين. تشين يقول عميد كلية علم الغذاء أخبره أنّ الأمر سيستغرق فريق جامعة 3أشهر لتطوير هذا النوع من الإعداد. المحققون استنتجوا انّ أفراد غير معروفين حتى الآن ابتكروا إعداد لقبل المزج، حلّ مصمّم عادةً لتحصين الأطعمة بالفيتامينات أو المواد المغذية الأخرى لكن، في هذه الحالة، كانت سامّة.
العديد من شركات تجميع الحليب كانت تستخدم نفس قبل المزج نفسه، يقول تشين: «لذا شخص ما بمهارة تقنيّة كان عليه أن يدرّبهم».

### النيتروجين غير البروتيني كمضاف غذائي
«مزيد من المعلومات: نيتروجين غير بروتيني»
الحيوانات المجترة يمكنها الحصول على البروتين على الأقل من بعض أشكال النيتروجين غير البروتيني عن طريق التخمير بواسطة بكتيريا معدتهم، لذلك النيتروجين غير البروتيني غالباً يضاف إلى نظامهم الغذائي لتكملة البروتين. غير المجترات مثل القطط، الكلاب والخنازير (والبشر) لا يستطيعون استعمال النيتروجين غير البروتيني.النيتروجين غير البروتيني يعطى للحيوانات المجترّة على شكل مكعّبات اليوريا، فوسفات الأمونيوم و/أو البيوريت. في بعض الأحيان راتنج فورمالدهيد اليوريا الخاص المكثور جزئيّاً أو مزيح من اليوريا والفورمالدهيد (كلاهما يعرفان أيضاً بفورمالدهيد اليوريا المعالجة) يستخدم بدلاً من اليوريا، لأنّ السّابق يوفّر تحكّم أفضل على إطلاق النتروجين. هذه الممارسة تنفّذ في الصين وبلدان أخرى، مثل فنلندا، الهند  وفرنسا.
حمض السيانوريك استخدم أيضاً كنتروجين غير بروتيني. على سبيل المثال، آرشر دانيلز ميدلاند يصنع إضافة النتروجين غير البروتيني للماشية، الّتي تحتوي على البيوريت، التريوريت، حمض السيانوريك واليوريا. إدارة الغذاء والدواء سمحت بكمية محددة من حمض السيانوريك أن تكون موجودة في بعض الإضافات المستخدمة العلف الحيواني وأيضاً مياه الشرب.
الميلامين المستخدم كنتروجين غير بروتيني للماشية وصف في براءة اختراع 1958. في عام 1987، مع ذلك، استنتجت دراسة أنّ الميلامين «قد لايكون مصدر نيتروجين غير بروتيني مقبول للحيوانات المجترة»، لأنّ الحلمهة في الماشية أبطأ وأقلّ اكتمالاً من مصادر النتروجين الأخرى مثل دقيق القطن واليوريا.
في الصين، المعروف أنّ راتنج فورمادهيد اليوريا المطحون هو مادّة غشّ شائعة في علف الحيوانات غير المجترة. وعلى الصعيد المحلي يباع غالباً تحت التعبير اللطيف «جوهر البروتين» (蛋白精) ويوصف على أنّه «نوع واحد من مضاف غذائي نتروجين بروتين الجديد». ومع ذلك، راتنج فورمالدهيد اليوريا بحدّ ذاته اقتُرِح على أنّه ملائم للاستعمال في علف بعض الحيوانات غير المجترة على الأقلّ في تقرير منظمة الأمم المتحدة للأغذية والزراعة واحد، مقترحة استخدامه كرابط في مكوّرات العلف في الثّقافة المائية.
هناك على الأقلّ تقرير واحد عن الأسعار غير المكلفة لمركّز بروتين الأرزّ (درجة غذاء) يحتوي على النيتروجين غير البروتيني يجري تسويقها للاستخدام في الحيوانات غير المجترة الّتي يعود تاريخها إلى 2005. في مادّة أخبار على موقعه على الإنترنت، جيانغيين هيتاي الشركة الصناعية المحدودة. حذرت زبائنها من السّعر المنخفض «بروتين الأرز المزيف» للبيع في السوق من خلال مورد آخر لم يذكر اسمه، مشيراً إلى أنّ الملوّثات يمكن كشفها من خلال تحليل نقطة ايزو الكهربائية. ليس واضحاً من هذا التقرير فيما إذا كانت الملوّثات في تلك الحالة الميلامين أو بعض مصادر النيتروجين غير البروتيني الأخرى أو فيما إذا كان أي مركز بروتين أرز ملوّث وصل إلى مورد الغذاء في ذلك الوقت.
في 18 نيسان 2007، تمّ نشر إعلان موقع التداول علي بابا لبيع «مسحوق بروتين ESB» على اسم شوتشو آنينغ. قيل أنّ المنتج هو البروتين في الطبيعة ومناسب لعلف الماشية والدواجن، بعد المطالبة بمحتوى بروتين خام من 160-300%. يذكر أيضاً في مرور المنتج يحدّد استخدام "NPN" الّذي هو مختصر للنيتروجين غير البروتيني. إعلانات مشابهة وضعت على مواقع أخرى، بعضها أرّخت بحدود 31تشرين الأول 2005. منتجات بأوصاف مماثلة بيعت أيضاً «جراثيم بروتين العفن النشيطة» من قبل شركة شاندونغ بينتشو تشينبينغ للعلوم الحيوية  و«HP مسحوق البروتين» من قبل شركة شاندونغ جنان للتطوير التقني والحيوي معاً.

### اختبار البروتين
«مزيد من المعلومات: بروتين (المواد الغذائية)#الاختبار في الغذاء»

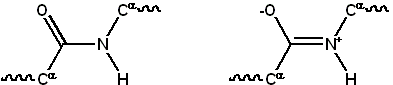
تراكيب رنين الرابطة الببتيدية الّتي تربط الأحماض الأمينية الفرديّة لتشكّل مكثور البروتين.

البروتينات، على خلاف معظم المكوّنات الغذائية الأخرى، تحتوي على النيتروجين، مما يجعل مقياس النتروجين بديل شائع لمحتوى البروتين. الاختبارات القياسية لمحتوى البروتين الخام استعملت في مصانع الغذاء (طريقة كلدال وطريقة دوماس تستخدمان لأغراض رسميّة) قياس النيتروجين الكلّي.
التلوث العرضي والغش المتعمّد لوجبات البروتين بمصادر النيتروجين غير البروتيني الّذي يضخّم مقاييس محتوى البروتين الخام عرفت بالظّهور في صناعة الغذاء لعقود. لضمان جودة الغذاء، مشتروا وجبات البروتين يجرون بشكل دوري اختبارات مراقبة الجودة صمّمت للكشف عن ملوّثات النتروجين غير البروتيني الأكثر شيوعاً، مثل اليوريا ونترات الأمونيوم.
على الأقلّ صانع واحد لأغذية الحيوانات الاليفة ليس متورّطاً في أيّ سحب، المطبخ الصادق، ردّت على أخبار التلوث بالميلامين من خلال الإعلان أنّها ستضيف اختبار الميلامين لمجموعة اختبارات مراقبة الجودة الّتي أجرتها بالأصل على جميع المكونات الّتي تشتريها.
في جزء واحد آخر على الأقل من الصناعة الغذائية، صناعة الألبان، بعض البلدان (على الأقل الولايات المتحدة، أستراليا، فرنسا وهنغاريا)، اعتمدت قياسات «البروتين الحقيقي»، بمقابل قياس البروتين الخام، كمعيار للدفع والاختبار: «البروتين الحقيقي هو قياس البروتينات فقط في الحليب، بينما البروتين الخام هو قياس لجميع مصادر النيتروجين وتتضمن النيتروجين غير البروتيني، مثل اليوريا، الّتي لاتحوي على أيّ قيمة غذائية للبشر... معدّات اختبار الحليب الحاليّة تقيس الروابط الببتيدية، قياس مباشر للبروتين الحقيقي.» قياس الروابط الببتيدية في الحبوب وضع أيضاً قيد الممارسة في عدّة بلدان بما فيها كندا، بريطانيا، أستراليا، روسيا والأرجنتين حيث تقنيّة انعكاس الأشعة تحت الحمراء القريبة (NIR)، يستخدم نوع من مطيافية الأشعة تحت الحمراء. منظمة الأغذية والزراعة للأمم المتحدة (FAO) توصي بأنّ تحليل الحمض الأميني فقط يستخدم لتحديد البروتين، «من بين أمور أخرى»، الأغذية المستخدمة كمصدر وحيد للتغذية، مثل حليب الرضع، لكنه يوفّر أيضاً: «عندما تكون البيانات عن تحليل الأحماض الأمينية غير متاحة، تحديد البروتين على أساس محتوى النتروجين الكلّي من خلال طريقة كلدال (AOAC،2000) أو طريقة مشابهة.... تعتبر مقبولة.»

### ادعاءات التلاعب بالتصنيع والمنتج
سحب 26نيسان 2007 و 27نيسان 2007 من قبل بلو بوفالو، دياموند، هارموني فارمس وناتورال بالانس مدّعى من قبل الظاصناف الاربعة أنّها سبب التضمين غير المخوّل لبروتين الأرز من قبل شركة التغذية الأمريكية.(ANI)، الشركة المصنعة لهم. هذا يضيف مصدر جديد محتمل للتلوّث وعدم الثقة، أي مصنعي المواد غير المتوافقة مع العقد، ما وراء المشكلة الأصلية مزوّدو المكوّنات الصينية. شركة دياموند وناتورال بالاس تشير إلى هذا بأنّه «انحراف التصنيع» من قبل شركة التغذية الأمريكية. بلو بوفالو وهارموني فارمس تصف هذا بأنّه «تلاعب بالمنتج» من قبل شركة التغذية الأمريكية. ملاحظة استدعاء شركة التغذية الأمريكية لا تقدّم أي تعليق على هذه الادعاءات.

### غش الميلامين والتلوث في الولايات المتحدة
في 31أيار 2007، «صحيفة انترناشونال هيرالد تريبيون» ذكرت أنّ الميلامين تمّت إضافته أيضاً بتعمّد كرابط لعلف الماشية والأسماك المصنّع في الولايات المتحدة ومتتبع للموردين في ولاية أوهايو وكولورادو.
في خريف عام 2008، إدارة الغذاء والدواء اكتشفت آثار لمادة الميلامين في واحدة من العلامات التجارية الأكثر مبيعاً من حليب الرضّع وآثار لحمض السيانوريك في علامة تجارية أخرى. بشكل منفصل، صانع حليب رئيسي ثالث قال بأنّ الاختبارات الخاصة اكتشفت تتبع مستويات الميلامين في حليبه للرضع. الشركات الثلاث تصنع أكثر من 90% من مجموع حليب الأطفال المنتج في الولايات المتحدة. إدارة الغذاء والدواء وخبراء آخرون قالوا أنّ التلوث بالميلامين في الحليب المصنوع بالولايات المتحدة ظهر عن غير قصد خلال عملية الصناعة وليس مصدر قلق السلامة.

## التأثير على الموارد الغذائية البشرية
في أوائل عام 2007، مسؤولون أمريكيون قالوا علناً أنّهم لا يعتقدون أنّ الميلامين وحده ضارّ للبشر. ومع ذلك، كانت هناك بيانات قليلة جدّاً في ذلك الوقت لتحديد كيف تتفاعل مع باقي المواد، خصوصاً، مزيج الميلامين مع حمض السيانوريك، مادة كيميائيّة مشابهة عرفت بوجودها في نفاية المنتج في بعض الطرق على الأقلّ لإنتاج الميلامين، والّتي اقترحها مجوعة بعض العلماء الأمريكان والكنديين قد تكون أدّت إلى وفاة الحيوانات الأليفة من خلال الفشل الكلوي  في 25 أيار 2007 في US FDA/CSFAN تقييم السلامة/الخطر للميلامين المؤقت ونظائره، ذكرت إدارة الغذاء والدواء: «بينما من المحتمل كليّاً أنّ النظائر أكثر أو أقلّ فعالية من المركّب الأصل، الميلامين، ليس لدينا المعلومات الّتي تقيّم الفعالية النسبية للنظائر الثلاثة بالمقارنة مع الميلامين، لذا، لغاية هذا التقييم المؤقت، قمنا بعمل افتراض للفعاليّة المساوية. وقد تمّ الافتراض أنّ الميلامين قد يتفاعل بالتآزر مع نظائره الثلاثة، لكن لم تجرى أيّ دراسات الّتي تختبر هذه الفرضيّة بشكل محدّد. عمل تمهيدي جدّاً يشير إلى أنّه إذا حدث، تشكيل بلّورات الشعريّة، تشكيل بلورات شعريّة، ولا سيّما بين الميلامين وحمض السيانوريك، يحدث في مستويات الجرعة العالية جداًً وعتبة وظاهرة تعتمد على التّركيز الّذي لن يكون ذو صلة بمستويات منخفضة من التعرض. رغم أنّه لا يزال قيد المراقبة، يبدو الآن أنّ الجمع بين الميلامين وحمض السيانوريك رُبط إلى الفشل الكلوي الحادّ في القطط والكلاب الّذين أكلوا أغذية الحيوانات الأليفة المشكوك بها...» 
في الولايات المتحدة، خمس ناقلات محتملة للتّأثير على الموارد الغذائية البشرية تمّ تحديدها. الأول، الّذي كان سابقاً معترف بحدوثه من قبل مسؤولي إدارة الغذاء والدواء ووزارة الزراعة الأمريكية، هو عن طريق المكونات الملوّثة المستوردة من أجل استخدامها في أغذية الحيوانات الأليفة وبيعها من أجل استخدامها كمنقذ في العلف الحيواني الّذي تمّ إطعامه لعدد من الخنازير والدجاج، اللحوم الّتي تمّ تجهيزها وبيعها لعدد من المستهلكين: «هناك خطر منخفض جدّاً على صحّة البشر» في مثل هذه الحالات تتضمّن لحم الخنزير والدواجن.
في 1 أيار 2009، إدارة الغذاء ة الدواء ووزارة الزراعة الأمريكية ذكرت أن الملايين من الدجاج الذي تغذى على العلف الملوث مع أغذية الحيوانات الأليفة الملوثة تم استهلاكها من قبل ما يقارب 2,5 إلى 3 ملايين إنسان.
الناقل الثاني المحتمل هو عبر البروتينات النباتية الملوّثة المستوردة للاستعمال المقصود كعلف حيواني، الّذي يبدو أنّه تمّ الاعتراف بحدوثه فيما يتعلّق بغذاء الأسماك في كندا،
بينما الطريق الثالث المحتمل هو عبر البروتينات النباتية الملوّثة المستوردة للاستعمال المقصود في المنتجات البشرية الغذائية، وإدارة الغذاء والدواء أصدرت تنبيه استيراد يخضع كلّ البروتينات النباتية الصينية للحجز بدون فحص.
الناقل الرابع المحتمل يشير إلى أنّه في 10 أيار 2007 مؤتمر صحفي لإدارة الغذاء والدواء/وزارة الزراعة، الأمريكية ، بمعنى. دمج البروتين النباتي الملوّث إلى المنتجات المخصّصة للاستعمال البشري والاستيراد اللاحق.
الناقل الرابع معترف بحدوثه في المؤتمر الصحفي لإدارة الغذاء والدواء/وزارة الزراعة الأمريكية في 30 أيار 2007، حيث مصنّعين أمريكيين لعلف الماشية والقريدس/الأسماك عُرفوا بإضافة الميلامين لمنتجاتهم كرابط.
جلوتين القمح الأصلي لشوتشو آنينغ كان «صنف بشري»، بدلاً من «صنف علف»، مما يعني أنّه كان من الممكن استخدامه لصناعة الغذاء للبشر مثل الخبز أو المعكرونة. على الأقلّ دفعة ملوّثة واحدة استعملت لصناعة الغذاء للبشر، لكن إدارة الغذاء والدواء حجرتها صحياً قبل أن يباع أيّ منها. إدارة الغذاء والدواء أبلغت أيضاً مراكز مكافحة الأمراض والوقاية منها لمراقبة المرضى الجدد الّذين أدخلوا المستشفيات بالفشل الكلوي.
لم تكن هناك أيّ زيادة ملحوظة في أمراض البشر وقليل من غذاء البشر اختبر على أنّه ملوّث، ومع ذلك إدارة الغذاء والدواء لم تفسّر حتّى الآن كلّ جلوتين قمح شوتشو آنينغ.
تقارير الانتشار الواسع لغشّ الميلامين في العلف الحيواني للصينيين زادت الاحتمال لتلوّث ميلانين أوسع في موارد الغذاء البشرية في الصين والخارج. على الرغم من المنع واسع الانتشار لاستخدام الميلامين في البروتينات النباتية في الصين، على الأقل بعض مصنعي المواد الكيميائية واصلوا الإبلاغ عن بيعه للاستخدام في العلف الحيواني وفي منتجات للاستهلاك البشري. قال لي شوبينغ، مدير في شركة المواد الكيميائية هينان شينشيانغ هواشينغ في مقاطعة هينان: «منتجاتنا الكيميائية تستخدم غالباً كإضافات، وليس للعلف الحيواني. الميلامين يستخدم بشكل أساسي في الصناعة الكيميائية، لكن يمكن استخدامها أيضاً في صنع الكعك.»
في عام 2009، نشرت منظمة الصحة العالمية تقريراً عن اجتماع الخبراء كانون الأول 2008 الّذي عقد باتزامن مع استنتاجات منظمة الأغذية والزراعة، من بين أمور أخرى، أنّ «الكمية اليوميّة المقبولة ل 0,2 ملغ/كغ من وزن الجسم للميلامين قد أثبتت. الكمية اليوميّة المقبولة منطبقة على جميع السكان، بما في ذلك الرضع.» مع ذلك لاحظ الخبراء أيضاً «هذه الكمية اليوميّة المقبولة ينطبق للتعرض لمادة الميلامين وحدها.... تشير البيانات المتاحة إلى أنّ التعرض في وقت واحد للميلامين وحمض السيانوريك سامّ أكثر من التعرض لكل مادة على انفراد. البيانات ليست كافية للسماح لحساب قيمة توجيه أساسها الصحة لهذا التعرض المشترك.»

### خلفية
«المقالة الرئيسية: الجدول الزمني لسحب أغذية الحيوانات الأليفة 2007#الموارد الغذائية البشرية»
«لمزيد من المعلومات: الجدول الزمني لفضيحة الحليب الصيني 2008»

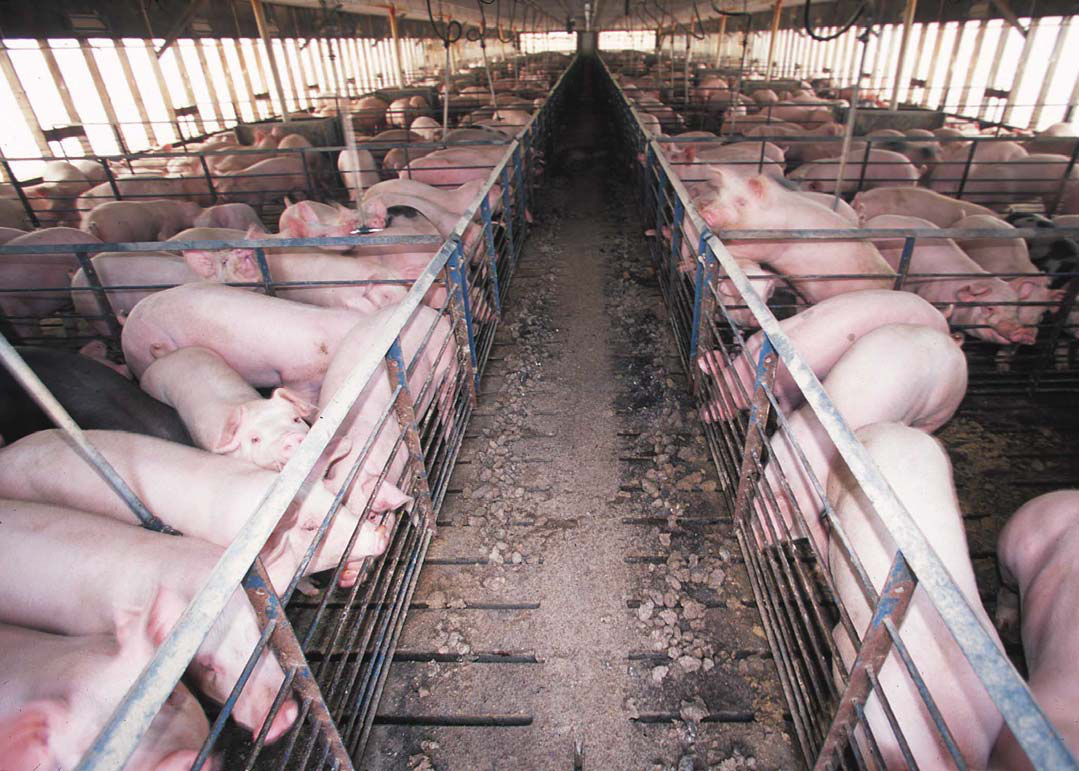
جميع الخنازير التي أكلت الغذاء الملوث بيع إلى أفراد في كاليفورنيا

في 3 نيسان 2007، بوسطن غلوب ذكرت أنّ جلوتين القمح الملوّث انتهى في المصانع الّتي تنتج الغذاء للاستهلاك البشري. ثمّ في 19 نيسان، قال مسؤولون فدراليون أمريكيون أنّهم كانوا يحققون في التقارير أنّ بروتين الأرز بينتشو فوتيان استعمل في علف الخنازير، لكن رفضوا تحديد المكان. وزارة كاليفورنيا للغذاء والزراعة وضعت مزرعة الخنازير الأمريكية الموجودة في سيريس، ستانيسلاوس، كاليفورنيا تحت الحجر الصحي، بعد العثور على الميلامين في بول الخنازير في المزرعة.
الطبيب البيطري لولاية كاليفورنيا الدكتور ريتشارد بريتميير قال «جميع الحيوانات تبدو سليمة»، وأّنه «من غير المعروف ما إذا كان سيتمّ الكشف عن هذه المواد الكيميائية في اللحوم.» مزرعة الخنازير الأمريكية تزوّد أولياً جميع الخنازير للأفراد. أي شخص اشترى خنزيراً من مزرعة الخنازير الأمريكية منذ 3نيسان ينصح بعدم تناوله. وفقاً لمسؤولي ولاية كاليفورنيا، حوالي 45 من سكان الدولة استهلكوا خنزير من الخنازير الّتي أطعمت العلف الملوث بالميلامين.
في 24نيسان 2007، قال مسؤولوا إدارة الغذاء والدواء أنّ الميلامين كان في العلف المعطى للخنازير (وفي حالة واحدة، في مقاطعة ميسوري، للدجاج) في كاليفورنيا، نيويورك، كارولاينا الشمالية، كارولاينا الجنوبية، ولاية يوتاه، وربما أوهايو. إدارة الغذاء والدواء قالت أيضاً أنّها كانت تضيف اختبار للمكونات المستوردة والمنتجات التامّة الصنع الّتي تحتوي على دقيق الذّرة، جلوتين الذرة، نخالة الأرزّ وبروتين الصويا للاختبارات الّتي تجريها أصلاً للميلامين في مكوّنات ومنتجات جلوتين القمح ومركّز بروتين الأرز.
الدكتور ديفيد آتشيسون، مساعد مفوّض إدارة الغذاء والدواء لحماية الغذاء، أعلن في 3أيار أن إدارة الغذاء والدواء كانت قد بدأت باستقصاء مصنّعي الأغذية المحليين الّذين يستخدمون منتجات البروتين للتأكّد أنّ عدم استخدام أي منتج ملوّث في الأغذية المعدّة للاستخدام البشري، مشيراً إلى أنّها ليس لديها على حدوث هذا، «لكنّه من الحكمة النّظر».

### اعتراف إدارة الغذاء والدواء/وزارة الزراعة الأمريكية بتلوّث الموارد الغذائية
في 28 نيسان 2007، وزارة الزراعة الأمريكية وإدارة الغذاء والدواء، في بيان صحفي مشترك اعترفوا بأنّ لحم الخنزير من الخنازير الّتي أكلت العلف الملوث قد دخلت موارد الغذاء البشريّة، ذكرت: «بناءً على المعلومات المتاحة حالياً، إدارة الغذاء والدواء ووزارة الزراعة الأمريكية تعتقدان أنّ إمكانيّة المرض بعد تناول لحم الخنزير من الخنازير الّتي أكلت المنتج الملوّث ستكون منخفضة جدّاً.»
في 30 نيسان 2007، وزارة الزراعة الأمريكية وإدارة الغذاء والدواء حدّثوا موقفهم 28نيسان من سلامة الغذاء ليشمل الدّواجن، الّذي يعكس العلف الملوّث الّذي يتم إطعامه للدجاج في الهند.
الأخطار على صحّة البشر من هذا النّمط من الدّخول إلى موارد الغذاء البشرية قيل بأنّها ستكون منخفضة وفقاً لعدد من إدارة الغذاء والدواء، مراكز مكافحة الأمراض واتقائها وعلماء سموم الجامعة، مع أنّه كان من المسلم به كيف أنّ الميلامين ذى القطط والكلاب «لا يزال لغزاً».
في 7أيار 2007، وزارة الزراعة الأمريكية وإدارة الغذاء والدواء أصدرت بيان صحفي مشترك يعكس الحكم المشترك لخمس وكالات فيدرالية فيما يتعلّق بالخطر الّذي يتعرض له البشر من استهلاك اللحوم من الحيوانات الّتي أكلت العلف الملوث بنفايات أغذية الحيوانات الأليفة الملوثة، توصّلت إلى: «هناك خطر منخفض جداً على صحة البشر» في مثل هذه الحالات الّتي تتضمن لحم الخنزير والدواجن. لقد أجري تقييم المخاطر من قبل علماء من إدارة الغذاء والدواء، خدمة التحقيق وسلامة الأغذية لوزارة الزراعة الأمريكية، مراكز مكافحة الأمراض واتقائها، وكالة حماية البيئة، وحماية الحدود والجمارك الأمريكية:«في سيناريو تقييم الخطر الأكثر شدّة، عندما افترض العلماء أنّ جميع الأغذية الصلبة الّتي يستهلكها الشخص في اليوم الكامل كانت ملوّثة بالميلامين في المستويات الّتي لوحظت في الحيوانات التي أكلت العلف الملوث، التعرض المحتمل كان حوالي 2,500 مرة أقلّ من الجرعة التي تعتبر آمنة»  باستخدام المعايير الّتي أسّست قبل البحث الحالي مع التّركيز على زيادة واضحة في السميّة المتعلقة بتفاعل الميلامين وحمض السيانوريك داخل الجسم  والّذي ليس هناك جرعة آمنة محّددة. إدارة الغذاء والدواء ووزارة الزراعة الأمريكية هم قيد عملية تحديد مجموعة من الخبراء لعقد المجلس العلمي الاستشاري الّذي سيوصي بمراجعة تقييم المخاطر والمساهمة بالتحليل العلمي المستقبلي المتعلق بخطر الميلامين ونظائره على البشر والحيوانات.
في 8 أيار 2007، بعض الأسماك المعدّة للاستهلاك البشري أعلن أيضاً عن استهلاكها للعلف الملوث بنفايات أغذية الحيوانات الأليفة الملوثة. وفقاً لمساعد مفوّض سلامة الغذاء لإدارة الغذاء والدواء، «نحن لا نعتقد أنّ هناك أيّ مخاطر هامة مرتبطة باستهلاك هذه الأسماك.» رغم أنّ إدارة الغذاء والدواء رفضت تحديد الدول المشاركة بالسحب، وزارة ولاية أوريغون للأسماك والحياة البريّة قالت أنّه تمّ العثور على أعلاف الأسماك الملوّثة في ماريون فوركس للتفريخ. قالوا أيضاً أنّ الشركة الّتي توفّر العلف، سكريتينغ، شحنت الكثير من العلف نفسه لستة أماكن تفريخ أخرى في ولايو أوريغون.
في 10 أيار 2007، في تحقيق آخر عن الخطر على صحة الحيوانات والبشر من تناول الميلامين وحمض السيانوريك في مزيج، الدكتور ديفيد آتشيستون، مساعد مفوض حماية الأغذية مع إدارة الغذاء والدواء قال: «لست على علم بأيّ من الدراسات المنشورة عن ذلك. لقد رأيت بعض البيانات الأوّلية التي ستشير إلى أنّهامضافة.عندما تضع الاثنين معاً، فهي إضافة بدلاً من تآزر.... مقيمين المخاطر قدّروا أيضاً أنّه حتّى لو كان التآزر ليحدث، سيكون من المرجّح أنّ يسبب زيادة أكثر من عشر أضعاف في السمية الشاملة، والّذي مازال يعطيك هامش كبير جدّاً من الأمان.» لم تصدر بيانات تدعم قابليّة الجمع في هذا الوقت. لم يقدّم أيّ أساس لتقدير زيادة العشر أضعاف في الخطر في حالة التآزر.
في 15 أيار 2007، وزارة الزراعة الأمريكية أعلنت أنّ الخنازير التي تناولت الغذاء الملوث بالميلامين تمّ تنظيفها للاستهلاك البشري. حوالي 56000 خنزير أصيب في عدّة ولايات. ومع ذلك، لم تجرى أيّ اختبارات على آثار حمض السيانوريك في الخنازير بالإضافة إلى التأثيرات المحتملة من التفاعل مع الميلامين في الجسم. بينما قال البيان أيضاً أنّه لا يوجد دليل على التراكم الحيوي للميلامين وحده، لم يرد أي ذكر ما إذا كان التراكم الحيوي قد يتأثّر بتفاعل الميلامين وحمض السيانوريك داخل الجسم وخصوصاً في كلى الخنازير.
في 3 تشرين الأول 2008 (تحديث 28 تشرين الثاني 2008)، استجابةً لمعرفة إدارة الغذاء والدواء أنّ الميلامين قد يكون موجوداً في حليب الرضّع المصنع من قبل شركة في الصين، حدّثت إدارة الغذاء والدواء تقييمها 2007 للمخاطر المؤقتة: «الرضع قد يكونون أكثر حساسية للتعرّض من البالغين لأنّه، على سبيل المثال، حليب الرضع هو المصدر الوحيد للتغذية، التّعرض يستمرّ لمدة تصل إلى 12 شهر، والوظيفة الكلوية قد تكون غير ناضجة أكثر بالمقارنة مع البالغين. هذا يثير درجة عالية من الشكّ فيما يتعلّق بتحديد مواصفات السلامة/الخطر... لذا، إذا كان 100% من النظام الغذائي ملوّثاً في مستوى 1,26 ppm من الميلامين، كمية الرضيع اليومية ستساوي 0،063mg/kg bw/d. هذه القيمة من 1,26 ppm ستقرّب وصولاً إلى 1,0 ppm ميلامين لتوفير هامش إضافي من السلامة.» 

### إدارة الغذاء والدواء تحتجز الواردات الصينية بدون فحص
في 27نيسان 2007، إدارة الغذاء والدواء أخضعت جميع البروتينات النباتية المستوردة من الصين، المعدة للاستهلاك البشري أو الحيواني، للاحتجاز بدون فحص طبيعي، تشمل: جلوتين القمح، جلوتين الأرز، بروتين الأرز، مركز بروتين الأرز، جلوتين الذرة، وجبة جلوتين الذرة، منتجات الذرة، بروتين الصويا، جلوتين الصويا، بروتينات (تتضمن الأحماض الأمينية وبروتين هيدروسيلاتس) بروتين فاصولياء مانج.
هذه المكونات تستخدم في منتجات متنوّعة مثل حبوب الإفطار، عجينة البيتزا، حليب الأطفال، ومخفوق البروتين رغم أنّه في ذلك الوقت، لا يوجد «دليل» على استخدام أيّ مكونات ملوثة لإنتاج الغذاء البشري، وفقاً للدكتور ديفيد آتشيستون، المسؤول الطبي الرئيسي في مركز إدارة الغذاء والدواء لسلامة الغذاء والتغذية التطيقية.

### إدارة الغذاء والدواء تطلب المراقبة من قبل مراكز السيطرة على الأمراض
بالإضافة إلى الاختبارات الحالية لمجموعة واسعة من المنتجات الغذائية المستوردة والمكونات لتلوث الميلامين، إدارة الغذاء والدواء أيضاً «طلبت من مراكز مكافحة الأمراض واتقائها لتستخدم شبكة مراقبتها لرصد علامات المرض الإنساني، مثل زيادة الفشل الكلوي، الذي يمكن أن يشير إلى تلوث موارد الغذاء البشري.» 
في 2أيار 2007، بيرناديت بوردن، المتحدثة باسم مراكز السيطرة على الأمراض، أبلغت بقولها أنّ فحص مراكز السيطرة على الأمراض لمراكز مكافحة السموم، مستشفيات المحاربين وعينة من المستشفيات الخاصة لم يجد أيّ زيادة في تقارير أمراض الكلى.

### طرق الاختبار الفدرالية الأمريكية
خدمة التحقيق وسلامة الغذاء التابعة لوزارة الزراعة الأمريكية تقدم طريقة اختبار لتحليل مادة السيرومايزين والميلامين في الأنسجة الحيوانية في دليل مختبرها الكيميائي الّذي «يتضمن طرق اختبار تستخدم من قبل مختبرات خدمة التحقيق وسلامة الغذاء لدعم برنامج المرقبة التابع للوكالة، لضمان أنّ اللحوم، الدواجن، ومنتجات البيض آمنة، صحيّة وموصوفة بدقة.» 
في 24نيسان 2007، ستيفان سوندلوف، مدير مركز إدارة الغذاء والدواء للطب البيطري، قال للصحفيين: «لقد وجدنا حمض السيانوريك. إنّه مرتبط بعض الشيء بالميلامين. مركب آخر عالي النيتروجين ونحن نقوم بالاختبار لذلك المركب أيضاً.» 
في 7 أيار 2007، بعثت إدارة الغذاء والدواء رسالة لصانعي الغذاء، لتذكيرهم «بسمؤوليتهم القانونية لضمان أنّ جميع المنتجات المستخدمة في منتجاتهم آمنة للاستهلاك البشري.» إدارة الغذاء والدواء أتاحت لصانعي الغذاء إجراءات تقديم دليل عام لإعداد العينة وتحليل جلوتين القمح ومواد أغذية الحيوانات الأليفة باستخدام الغاز اللوني/قياس الطيف الكتلي، المنهجية نفسها التي تستخدمها مختبرات السرخس.
في 15 أيار 2007، تمّ التحقق من صحة ملية اختبار لحوم الخنازير من قبل خدمة التحقيق وسلامة الغذاء التابعة لوزارة الزراعة الأمريكية.

### الموارد الغذائية البشرية خارج الولايات المتحدة
تقارير وسائل الإعلام زادت احتمال أنّ الميلامين قد يكون استخدم على نطاق واسع كعنصر في المنتجات الغذائية البشرية في الصين. وفقاً لتقرير من وزارة الصحة الصينية، 294,000 رضيع أصيبوا من خلال حليب الرضع الملوث بالميلامين بحلول نهاية تشرين الثاني 2008. أكثر من 50,000 رضيع تم نقلهم للمستشفى، وتأكّدت وفاة ستة منهم. بسبب الآثار الصحية الكثيرة المحتملة، منظمة الصحة العالمية ومنظمة الغذاء والزراعة التابعة للأمم المتحدة عقدت اجتماع للخبراء.
تضمنت تقارير المنتجات الملوثة بالميلامين في أوروبا، في تشرين الأول، 2008، عندما سحبت متاجر في بريطانيا الشوكولا المثيرة المنتشرة من صاحب المصنع الصيني «لي بانغ» بسبب التلوث بالميلامين الذي يتجاوز 100x الحد القانوني.

### بيانات الاتحاد الأوروبي الرسمية
في 7 حزيران 2007 (تحديث 4تموز 2007)، هيئة سلامة الأغذية الأوروبية، في البيان المؤقت لهيئة سلامة الأغذية الأوروبية على طلب من المفوضيّة الأوروبية يتعلق بالميلامين والمركبات المرتبطة بنيوياً مثل حمض السيانوريك في المكونات الغنية بالبروتين المستخدمة في الغذاء والعلف، قرّر: «هيئة سلامة الأغذية الأوروبية توصي بشكل مؤقت بتطبيق الكمية اليوميّة المقبولة ل 0,5 ملغ/كغ من وزن الجسم لمجموع الميلامين ونظائره... مصدر للقلق هي السمية المشتركة للميلامين وحمض السيانوريك وآثار تآزرهم المحتملة فيما يتعلق بالسمية الملاحظة مؤخراً مرتبطة بالفشل الكلوي الحادّ وموت الحيوانات الأليفة (القطط والكلاب) في الولايات المتحدة. هذه الآليّة هي حالياً قيد التحقيق.» 
في 21 حزيران 2007، المديرية العامة لحماية الصحة والمستهلك التابعة للمفوضية الأوروبية في تقديم موجز الاجتماع اللجنة الدائمة عن سلسلة الغذاء وصحة الحيوانات (7حزيران و8) اعترفت أنّ جلوتين الذرة ملوّث بالميلامين ومركز بروتين الأرز ملوث بالميلامين والمركبات المرتبطة به، كلاهما منشؤه من الصين، حصرت في بولندا واليونان، على التوالي. الدقائق الأبعد فرضت أنّه «في حالة إنتاج الغذاء الحيوانات الّتي تغذّت على العلف الملوث بالميلامين والمركبات المرتبطة به، هناك لهدف حماية صحة البشر، آخذة بعين الاعتبار استنتاجات بيان هيئة سلامة الأغذية الأوروبية، لا حاجة لاتخاذ تدابير تقييديّة كما بالنسبة للحيوانات الّتي تغذت على العلف الملوّث وكذلك بالنسبة للغذاء ذو الأصل حيواني المنشأ من الحيوانات التي تغذت على العلف الملوّث.» 
في 25 أيلول 2008، هيئة سلامة الأغذية الأوروبية أصدرت بيان صحفي رداً على تقارير عن مسحوق الحليب الملوّث من الصين الّتي ذكرت، في جزء منها: «الأطفال مع الاستهلاك المتوسّط من البسكويت، حلوى الحليب والشوكولا المصنوعة من مثل هذا الحليب البودرة لن يتجاوز أيضاً الكمية اليوميّة المقبولة. ومع ذلك، في أسوأ الأحوال مع أعلى درجة من التلوّث، الأطفال ذوي الاستهلاك اليومي العالي لحلوى الحليب، الشوكولا أو البسكويت الذي يحتوي على درجات عالية من مسحوق الحليب سيتجاوز الكمية اليومية المقبولة. الأطفال الذين يستهلكون على حد سواء مثل هذا البسكويت والشوكولا يحتمل أن يتجاوز الكمية اليومية المقبولة بنسبة تصل لأكثر من ثلاث مرّات.» 

### التأثير على الموارد الدوائية البشرية
في آب 2009 إدارة الغذاء والدواء الأمريكية نصحت الشركات الدوائية أنّهم يجب عليهم تحديد ما إذا كانوا يستخدمون مكونات ملوثة بالميلامين واختبار تلك المكونات في الخطر، بالإضافة إلى التأكّد من الحصول على شهادات من الموردين بأنّ المكونات في الخطر اختبرت بشكل ملائم. توجيه جديد وضع قائمة تحتوي 27 مكون تعتبرهم الوكالة أنهم في خطر التلوث بالميلامين بناءً على بحثها لفارماكوبيا/دراسات الوصفات الوطنية وقاعد بيانات مكوناتها غير الفعالة. القائمة ــــ الّتي تتضمن الأدينين، أملاح الأمونيوم، الجيلاتين، صمغ الغار، اللاكتوز، البوفيدون والتاورين ــــ ليست شاملة، يقول التوجيه. «لهدف هذا التوجيه، نحن نستخدم المصطلح» المكونات في الخطر«لنعني تلك المكونات أو المواد الخامّ التي تعتمد على اختبار لمحتوى النيتروجين لهويتها أو نقاوتها أو قوّتها، والتي تحتوي على النيتروجين بكميات أكبر من 2,5 بالمئة.» 

## ردود الفعل

### في الصين
«لمزيد من المعلومات: فضيحة الحليب الصيني 2008»

#### الحكومة الصينية

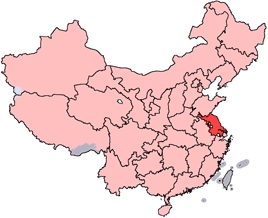
جلوتين القمح الملوث أتى من شركة مقرها في مقاطعة جيانغسو في شرق الصين

حالما تمّ عزل جلوتين القمح كمصدر للمشاكل، بدأ المحققون الفدراليون في الولايات المتحدة بتتبع الجلوتين المستخدم في الأغذية. جميع الجلوتين أتى من مستودع ChemNutra في مدينة كنساس سيتي. ChemNutra قال أنّه استورد تقريباً 800 طن من جلوتين القمح من شركة تطوير التقنية الحيوية شوتشو آنينغ في شوتشو، جيانغسو، الصين بين 29تشرين الثاني و8آذار. ChemNutra تقول أنّ الجلوتن أتى مباشرة من الصين أو من الصين عبر هولندا، وأنّه لم تتلقى أيّ تقارير عن التلوث في التحليل الكيميائي الّذي تقدمه شركة تطوير التقنية الحيوية شوتشو آنينغ. المنتجات تمّ شحنها من مستودع الشركة في كنساس سيتي للعديد من صانعي أغذية الحيوانات الأليفة وموزّع واحد لمكونات أغذية الحيوانات الأليفة في الولايات المتحدة وكندا، بما في ذلك الشركات الّني تأثّرت بالسحب. شوتشو آنينغ تصدّر أيضاً الجزر، الثوم، الزنجبيل، مسحوق بروتين الذرة، الخضار والعلف. في 5نيسان 2007، عدّة أيام بعد إيقاف الولايات المتحدة لجميع واردات جلوتين القمح، الحكومة الصينية نفت نفياً قاطعاً أن لها أي صلة بحالات التسمم الغذائي في أمريكا الشمالية لصحيفة نيويورك تايمز، مدعين أنّهم ليس لديهم سجلّ عن تصدير أيّ منتجات زراعية الّتي كان من الممكن ان تلوّث أغذية الحيوانات الأليفة المسحوبة، بما في ذلك جلوتين القمح الّذي كان مركز التحقيق. المدير العام لشركة تطوير التقنية الحيوية شوتشو آنينغ أنكر أيضاً أنّهم صدّروا أيّ جلوتين القمح لأمريكا الشمالية.
ومع ذلك ، في 6نيسان 2007، أخبرت الحكومة الصينية الصحافة المتحدة أنّهم سيقومون بالتحقيق في مصدر جلوتين القمح. مع أنّ الحكومة الصينية رفضت إعطاء تفاصيل عن التحقيق، وكالة أنباء شينخوا ذكرت أنّ «أخذ العينات والفحص» لجلوتين القمح جاري في جميع أرجاء الصين، مركّزة على وجود الميلامين. مسؤولون مع مكتب الهيئة العامة للإشراف على الجودة، التحقيق والحجر الصحي، قالوا أنّهم سيبقون على اتّصال مع السفارة الأمريكية في بكين وأنّه «سيتمّ اتخاذ المزيد من التدابير على أساس التطورات في الولايات المتحدة.» 
ابتداءً من 4نيسان 2007، رفضت الحكومة الصينية مطالب إدارة الغذاء والدواء الأمريكية لتفتيش المنشآت التي يشتبه بإنتاجها منتجات ملوثة.
في 11نيسان، مدير قسم تحقيقات حقل إدارة الغذاء والدواء قال أنّه خاب أمله من استجابة الصينيين. في 23 نيسان، بعد الرفض لحوالي شهر، أخيراً أعطت الصين الإذن لمحققي إدارة الغذاء والدواء لدخول البلد.
في 25نيسان 2007، أغلقت السلطات الصينيّة شركة بينتشو فوتيان الحيوية التقنية المحدودة، واعتقلت المدير، تيان فينج. أنكر فينج المسؤولية، قائلاً أنه «لم يقم بأيّ شيء خاطئ»، وأنكر أنّه لم يعرف حتى ما كان الميلامين. اليوم التالي، قالت وزارة الخارجية الصينية أنّها حظرت استخدام الميلامين في المنتجات الغذائية، واعترفت أنّ المنتجات الحاوية على الميلامين مسحت جمركياً بينما استمرت في معارضة دور الميلامين في التسبّب بموت الحيوانات الأليفة. كما تعهّدت الصين بالتعاون مع المحققين الصينيين لمعرفة «السبب الحقيقي» لموت الحيوانات الاليفة. قدّمت الصين نسخة من المؤتمر الصحفي 26نيسان مشيرةً إلى أنّه تمّ إرسال دعوة لمحققي إدارة الغذاء والدواء في 23 نيسان، لكنه لم يشر إلى حظر استخدام الميلامين.
في 3 أيار 2007، اعتقلت السلطات الصينية ماو ليجون، المدير العام لشركة تطوير التقنية الحيوية شوتشو آنينغ، واحدة من الشركات التي اتهمت بتصدير البروتين الملوث، بالتهم غير المحددة، ربما تظهر أنّ الحكومة الصينية تتخذ خطوات إضافيّة في تحقيقاتها الخاصّة وتشير إلى التعاون مع محققي إدارة الغذاء والدواء الأمريكية الّذين وصلوا إلى الصين يوم الاثنين.
في 9 أيار 2007، اتخذت السلطات الصينية عدد من الخطوات لمعالجة القلق تجاه سلامة الطعام.
في 29 أيار 2007، في أعمال لاترتبط مباشرة بفضيحة تصدير البروتين، وكالة أنباء شينخوا ذكرت أنّ تشينغ شياويو (郑筱萸)، الرئيس السابق لوزارة الصين لسلامة الغذاء والدواء، قد أدين للموافقة الشخصية على أدوية غير مثبتة وغير آمنة بعد أخذ الرشاوي من ثماني شركات دوائيّة التي تصل لأكثر من 6,49 مليون رنمينبي،(أو ما يعادل 850,000 دولار أمريكي)، مما أدّى إلى ما لا يقلّ عن مئات وفيات المرضى، أو ربّما حتّى الآلاف، وكنتيجة لذلك، حكم عليه بالإعدام. تمّ الاكتشاف أيضاً خلال سنوات حكمه الثّمانية كرئيس لوزارة الصين لسلامة الغذاء والدواء، تشينغ شياويو أمر شخصياً بالموافقة على أكثر من 150,000 دواء جديد، أي بمعدل مدهش من 134 مرّة من ذلك لإدارة الغذاء والدواء، الّتي توافق فقط على 140 دواء جديد سنوياً. ليس مفاجئاً، أنّ معظم تلك الأدوية ال150،000 كانوا المنتجات للشركات الدوائية الثمانية الّتي رشت تشينغ شياويو، ودواء واحد غير آمن لشركة آنهوي هوا يوان (华源) (منذ إغلاقها مع مديرها التنفيذي الذي انتحر قبل اعتقاله) نتج عنها وفاة 14 مريض ومئات أصبحوا عاجزين بشكل دائم. نائب الرئيس السابق تشينغ شياويو أدين أيضاً، لقبوله أكثر من مليوني رنمينبي (أو ما يعادل ربع مليون دولار أمريكي) لمساعدة تشينغ شياويو. حكم على النائب السابق بسنتين تأخير لحكم الإعدام ونظام جديد لسحب الأغذية غير الآمنة سيطبّق بحلول نهاية العام. مع ذلك، شعور عامة الناس في الصين كان أنّ هذا لم يكن سوى رأس جبل الجليد، لأنّه في حالة تشينغ شياويو، المبلغ المحدد للرشوة هو أعلى بكثير مما كشف حتى الآن، وهذا ما يؤكّده اعتراف تشينغ شياويو الخاص: في آذار 2007، تشينغ شياويو اعترف أن المبلغ المحدد قد لا يعرف بالتأكيد لأن ال6،49 مليون كان فقط ما قبِله هو، وزوجته وابنه قبلوا أيضاً رشوات ضخمة منفصلة التي لم يكن جزءاً منها، والتحقيقات عن أسرة تشينغ شياويو لا يزال مستمراً. الشعب الصيني يعتقد أيضاً أنّه كلما تعمق التحقيق فإن عدد المرضى المؤكد الذين ماتوا أوأصبحوا معاقين سيزداد بالتأكيد.
في آب 2007، وكالة أنباء شينخوا ذكرت عدد من الخطوات التي اتخذتها الصين مؤخراً لضمان سلامة الغذاء وجودة المنتج، بما في ذلك فرض سحب المنتج الجديد وأنظمة إخطار الزبون.
في 2008، تم اتخاذ عدد من الخطوات في الصين ردّاً على فضيحة الحليب الصيني 2008. مقالة 25 أيلول، 2008 من شينخوا متوفرة هنا كرابط إلى بعض «الدروس المستفادة».
«سانلو، مركز الفضيحة، قدّم مثالاً سيئاً لإدارة الأزمات. عندما كشف لأول مرّة، رفض سانلو تحمّل اللوم وألقى المسؤولية على مزارعي معمل الألبان الأبرياء، الذي أشعل غضب عظيم على الصّعيد الوطني. مزيد من التحقيق الرسمي أظهر أن سانلو كذب بشأن حليب الأطفال الملوث لعدة أشهر بينما مرض آلاف الرضّع وعلى الأقل مات ثلاثة. سانلو لم يعترف علناً بأن منتجاته سامّة حتى 11أيلول. في النهاية سحبت حليب الأطفال الذي صنع في وقبل 6آب.» 

### في الولايات المتحدة

#### الحكومة الفدرالية
كلّ سحب الأغذية الذي نفّذ من قبل شركات في الولايات المتحدة وكندا كان تطوّعاً، أي ليس مقرراً من قبل أيّ وكالة حكوميّة. في الولايات المتحدة، قبل السحب، إدارة الغذاء والدواء لم تبقي أغذية الحيوانات الأليفة في نفس المستوى من ضمان الحماية والسلامة كالأغذية المعدّة للاستهلاك البشري. وفقاً لإدارة الغذاء والدواء، «تنظيم إدارة الغذاء والدواء لأغذية الحيوانات الأليفة مشابه لذلك بالنسبة لعلف الحيوانات الأخرى. القانون الفدرالي للغذاء، الدواء، ومستحضرات التجميل يطالب بأنّ أغذية الحيوانات الأليفة، مثل أغذية البشر، يجب أن تكون نقيّة وصحيّة، آمنة للأكل، أنتجت في ظل ظروف صحية، لاتحوي على أي عناصر ضارّة، وأن تكون موصوفة بصدق.» ومع ذلك، «ليس هناك أي مطالبة بأنّ منتجات أغذية الحيوانات الأليفة يجب أن يوافق عليها من قبل إدارة الغذاء والدواء قبل تسويقها.»
ما إن تمّ الإعلان عن السحب، بدأت إدارة الغذاء والدواء على الفور بتعبئة المصادر للمساعدة في التحقيق. خصّصت إدارة الغذاء والدواء كلّ من مكاتبها ال20 مقاطعة وثلاثة مختبرات ميدانية للتحقيق وأكثر من «400 موظّف يشاركون في جمع عينات أغذية الحيوانات الأليفة، مراقبة فعاليّة السحب، وإعداد تقارير شكاوي المستهلك.» جهّزت إدارة الغذاء والدواء مركز عملياتها الطارئة، والتأكّد من أنّ المعلومات عن التسمّم تصل إلى فرق العلماء والمحققين.
الوكالة «تعمل أيضاً مع شركائها التنظيميين في جميع الوكالات ال50 الزراعية والصحية الرسميّة لإطلاعهم على الوضع القائم لجهود التحقيق والتحليل.»  أصدرت إدارة الغذاء والدواء تنبيهاً لعمالها الميدانيين بأنّهم يجب أن يمنعوا استيراد جلوتين القمح من شركة تطوير التقنية الحيوية شوتشو آنينغ المحدودة، وإخضاع جلوتين القمح من الصين وهولندا لمزيد من التدقيق.
كنتيجة للتلوّث، جماعات حقوق المستهلكين والحيوانات الأليفة دعت إدارة الغذاء والدواء للقيام بدور أكثر نشاطاً في ضمان سلامة أغذية الحيوانات الأليفة. في 2نيسان 2007، ناس من أجل المعاملة الأخلاقية للحيوانات دعوا لاستقالة مفوّض إدارة الغذاء والدواء، الدكتور آندرو فون إيشنباخ.
ربّما رداً على القلق المتزايد حول ضمان سلامة الموارد الغذائية الأمريكية، في 1أيار 200، أعلن الدكتور فون إيشنباخ إحداث مفوض مساعد لحماية الغذاء للنصح بشأن «سلامة الغذاء الاستراتيجية والجوهرية ومسائل الدفاع الغذئي.» الدكتور دايفيد آتشيستون سيشغل هذا الدّور. وفقاً للدكتور فون إيشنباخ، «حماية موارد غذاء أمريكا وبالتالي سلامة الأمريكيين الذين يتناولون طعام محلّي أو دولي المنشأ أمر في غاية الأهمية لي كطبيب، ولمهمّة هذه الوكالة.»

#### الكونغرس الأمريكي
إثر السحب، كانت هناك دعوة من المستهلكين لإجراء تحقيق في أطعمة القائمة التي سببت حالات التسمّم، وموقف الحكومة الفدرالية من سلامة أغذية الحيوانات الأليفة ومراقبة الجودة واستجابة إدارة الغذاء والدواء للسحب. في 1 نيسان 2007، السيناتور ديك دوربين (الحزب الديمقراطي (الولايات المتحدة) - ولاية إلينوي) دعا إدارة الغذاء والدواء «لتفسير الصلات الضعيفة في نظام تحقيق أغذية الحيوانات الأليفة.» في وقت سابق من الأسبوع، طلبت الممثلة روزا ديلاورو (الحزب الديمقراطي (الولايات المتحدة) - ولاية كونيتيكت) إجراء تحليل لإشراف إدارة الغذاء والدواء على منشآت تصنيع أغذية الحيوانات الأليفة وتقرير عن الإجراءات التي اتخذت منذ السحب.
في 6نيسان 2007، انتقد السيناتور دوربين عملية التحقيق الفدرالي لكلا أغذية البشر والحيوانات الأليفة ودعا لعقد جلسات استماع بشأن هذه المسألة.
وفقاً لصحيفة لوس أنجلوس تايمز الّتي أجرت مقابلة مع دوربين في 8نيسان، قال دوربين أنه يودّ أن يرى مجموعة معايير إدارة الغذاء والدواء الوطنية وقواعد التحقيق لمنشآت تصنيع أغذية الحيوانات الأليفة، ولنرى «القانون الفدرالي تغيّر ليسمح لإدارة الغذاء والدواء أن تطلب سحب الأغذية المعدّة لاستهلاك البشر أو الحيوانات الأليفة بدلاً من الاعتماد على الشركات لتقوم بذلك تطوّعاً.» دوربين يعمل مع السيناتور هيرب كول (الحزب الديمقراطي(الولايات المتحدة) - ولاية ويسكنسن)، رئيس لجنة اعتمادات مجلس الشيوخ الفرعية الأمريكية للزراعة، التنمية الريفية، إدارة الغذاء والدواء، والوكالات ذات الصلة. بدأ السيناتور كول جلسات الاستماع في لجنة اعتمادات مجلس الشيوخ الفرعيّة سويّة مع السيناتور دوربين والسيناتور بوب بينيت (الحزب الجمهوري (أمريكا) - ولاية يوتا). السيناتور روبرت بيرد (الحزب الديمقراطي(الولايات المتحدة) - فيرجينيا الغربية)، من لجنة اعتمادات مجلس الشيوخ الفرعية الأمريكية كان هناك كذلك. تضمّن الشهود مسؤولي إدارة الغذاء والدواء. نظروا في عدّة مجالات: التأخير في تقديم التقارير من قبل أطعمة القائمة، الافتقار إلى التحقيقات الفدرالية لمنشآت أغذية الحيوانات الأليفة، وتقديم تقارير ناقصة من قبل إدارة الغذاء والدواء منذ بداية السحب. أثناء جلسة الاستماع انتقد أعضاء مجلس الشيوخ دوربين وبيرد ردّ الحكومة خلال السحب. انتقد دوربين بشكل خاصّ الافتقار إلى أي ممارسات تحقيق منتظمة أو مراقبة الجودة فيما يتعلّق بسلامة أغذية الحيوانات الأليفة. السيناتور كول انتقد اتصالات إدارة الغذاء والدواء بالشعب عن الأغذية المسحوبة، مشيراً إلى أنّ مواقع المتطوّعين لديها معلومات أكثر تفصيلاً وأسهل للوصول عن حجم المشكلة وأيّ أغذية معيّنة تثير القلق من مصادر إدارة الغذاء والدواء على الإنترنت الّتي قال كول أنها كانت متناقضة مع نفسها في بعض الأحيان، والتي اعترف مسؤول إدارة الغذاء والدواء الذي أدلى بشهادته أنه من الصعب التنقل فيها. في 18نيسان 2007، السيناتور دوربين والممثل ديلاورو التقوا مع مفوض إدارة الغذاء والدواء الأمريكية فون إيشنباخ لمناقشة سحب بروتين الأرز الإضافي وعلمت أنّ الحكومة الصينية كانت تمنع المحاولات الخارجية للتحقيق في التلوّث. رداً على ذلك، بعثوا رسالة إلى تشو وينزونغ، السفير الصيني لدى الولايات المتحدة قائلين في جزء منها أنّ «مجموعات ملوّثة من جلوتين القمح وبروتين الأرز المسؤولة عن هذه الأحداث تمّ استيرادها من الصين» وأنّ «يجب عدم العثور على أي مستوى من الميلامين في أغذية البشر أو الحيوانات الأليفة» ويطلبون الحصول على تأشيرات للمحققين من الولايات المتحدة.

#### العامّة
فضيحة تصدير البروتين أثارت قدراً كبيراً من اهتمام وسائل الإعلام الأمريكية لمخاوف سلامة الغذاء الصيني، وزادت القلق حول الواردات الصينية بين الشعب الأمريكي. وجد استطلاع تقارير المستهلك في تموز 2007 أنّ 92بالمئة من الأمريكيين يفضّلون وضع العلامات من «البلد المنشأ» على منتجات اللحوم، بينما في الولايات المتحدة اليوم / استطلاع مؤسسة غالوب،74 بالمئة ممن شملهم الاستطلاع قالوا أنّهم كانوا «قلقين بعض الشيء» أو «قلقين جداً» حول سلامة الغذاء المستورد من الصين.

## وصلات خارجية
- إدارة الغذاء والدواء صفحة سحب الغذاء
- إدارة الغذاء والدواء سحب FAQ
- جمعية أوريغون للطب البيطري (OVMA) صفحة تلوث غذاء الحيوانات الأليفة نسخة محفوظة 20 أكتوبر 2008 على موقع واي باك مشين. - الأخبار والتطورات تجددت بانتظام
- صفحة المنتجات الصينية غير الآمنة. تجددت تكراراً كتقارير جديدة نشرت. تحتوي روابط إلى معلومات معينة وصور المنتجات المسحوبة في موقع لجنة سلامة البضائع الاستهلاكية، إدارة الغذاء والدواء، وفي التقارير الإعلامية.
- فيديو C-SPAN نسخة محفوظة 27 سبتمبر 2007 على موقع واي باك مشين. لجلسة مجلس الشيوخ الفرعية معتمدة على السحب.

‌